# Speedy Trial Clause
La Speedy Trial Clause (Clausola sul Processo Rapido) del VI emendamento della Costituzione degli Stati Uniti d'America prevede: "In tutti i procedimenti penali, l'imputato gode del diritto a un processo rapido e pubblico..." La clausola protegge l'imputato dal ritardo tra la presentazione dell'atto di accusa o di un atto simile di incriminazione e l'inizio del processo.

## Storia
Nel caso Barker v. Wingo (1972), la Corte suprema degli Stati Uniti d'America ha sviluppato un test in quattro parti che considera la durata del ritardo, le ragioni del ritardo, l'affermazione da parte dell'imputato del suo diritto a un processo rapido e il pregiudizio per l'imputato. La violazione della Clausola di Giudizio Rapido è motivo di archiviazione con pregiudizio di un procedimento penale. All'interno di questi parametri, è stato stabilito che l'attesa di cinque anni prima che questo caso venisse processato non violava la Costituzione. In risposta, nel 1974, il Congresso approvò lo Speedy Trial Act.
Questa clausola di celerità del processo protegge gli imputati dall'attesa di un certo periodo di tempo per il processo.

## Norme sul processo rapido
Oltre alla garanzia costituzionale, diverse leggi statali e federali conferiscono un diritto più specifico al processo rapido. A New York l'accusa deve essere "pronta per il processo" entro sei mesi per tutti i reati tranne l'omicidio, altrimenti le accuse vengono archiviate per azione della legge, senza tener conto del merito del caso. Questa è anche conosciuta come "regola pronta".
La legge federale che specifica questo diritto è lo Speedy Trial Act del 1974. Tutti gli stati degli Stati Uniti hanno statuti o disposizioni costituzionali che specificano questo diritto. Nel 1979 la legge fu modificata per garantire che l'imputato avesse il tempo di fornire una difesa adeguata. Questo emendamento faceva sì che il processo non potesse iniziare entro meno di 30 giorni dalla prima comparizione dell'imputato in tribunale.

## Casi di processo rapido
Nel caso Doggett v. United States (1992) la Corte suprema stabilì gli otto anni e mezzo di attesa di Doggett per un processo violavano i suoi diritti del sesto emendamento.
Nel caso Zedner v. United States (2006) la Corte suprema ha stabilito che un imputato non può rinunciare al proprio diritto a un processo rapido utilizzando la clausola Speedy Trial perché la clausola protegge tutte le parti coinvolte in un caso per garantire che non siano coinvolti gli interessi di nessuno.